# 加夫薩

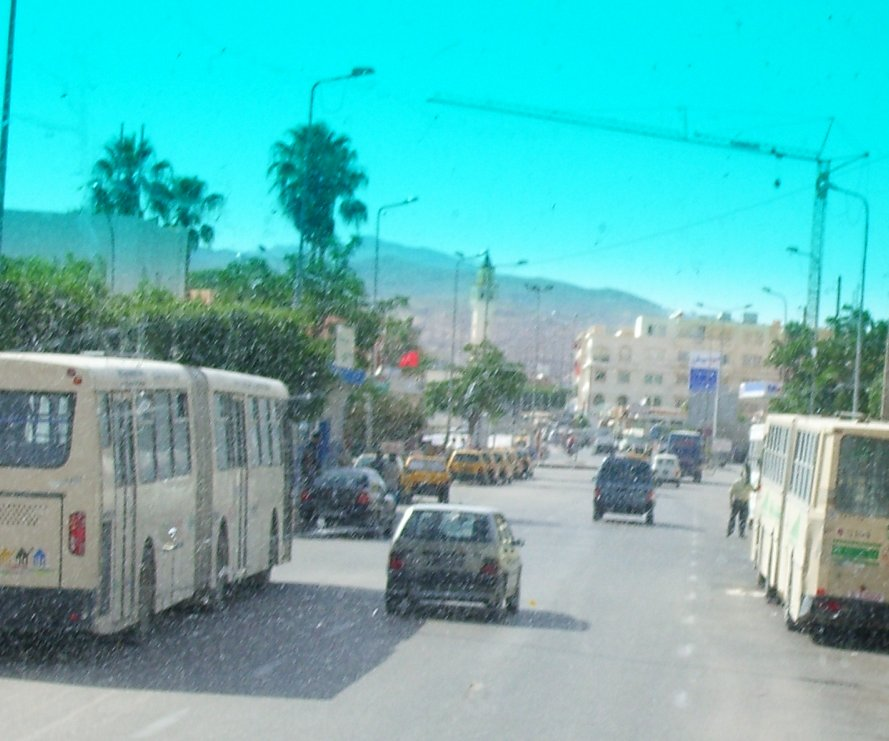

加夫薩（阿拉伯語： Gafsˤaⓘ）是突尼西亞的城市，也是加夫薩省的首府，位於該國中部，距離首都突尼斯市369公里，每年平均降雨量157毫米，2014年人口105,264，是全國第九大城市。

## 外部連結
- Gafsa - The Historical Oasis（页面存档备份，存于）